# César Garza Miranda
César Garza Miranda OFM (* 18. Oktober 1971 in San Nicolás de los Garza, Nuevo León) ist ein mexikanischer römisch-katholischer Ordensgeistlicher und Weihbischof in Monterrey.

## Leben
César Garza Miranda trat nach einer Ausbildung zum Buchhalter der Ordensgemeinschaft der Franziskaner bei und studierte Katholische Theologie an den Fakultäten seines Ordens in Guadalajara und Monterrey. Am 14. Dezember 2002 empfing er das Sakrament der Priesterweihe.
Nach weiteren Studien erwarb er an der Franziskanerhochschule in Guanajuato das Lizenziat in Philosophie. An der Päpstlichen Universität Antonianum in Rom erwarb er das Lizenziat in Theologie und wurde im Fach Dogmatik zum Dr. theol. promoviert. An der Päpstlichen Universität Gregoriana erwarb er außerdem einen Abschluss für die Priesterausbildung. Neben verschiedenen Aufgaben in der Pfarrseelsorge des Erzbistums Monterrey war er Vizerektor des Franziskanerkollegs in Etzatlán und Professor am Philosophieinstitut der Franziskaner. Dem Priesterrat gehörte er als Vertreter der Ordensgemeinschaften an.
Papst Franziskus ernannte ihn am 17. Oktober 2020 zum Titularbischof von Magnetum und zum Weihbischof im Erzbistum Monterrey. Der Erzbischof von Monterrey, Rogelio Cabrera López, spendete ihm sowie den mit ihm ernannten Weihbischöfen José Manuel Garza Madero und Juan Carlos Arcq Guzmán am 17. Dezember desselben Jahres die Bischofsweihe.